# Alfons Francken
Alfons Francken (Antwerpen, 25 mei 1882 - 26 mei 1958), Vlaams architect, graficus en beeldhouwer. 
Francken behoort tot de pioniers van de moderne appartementsbouw in België. Hij bouwde vooral in Antwerpen. Hij behoorde tot de gematigde modernisten die in hun vernieuwende architectuur een dosis pragmatisme hanteerden. Naast architectuur legde Francken zich ook toe op grafiek en beeldhouwkunst. Hij was lid van de avant-gardekring Moderne Kunst en redacteur van Bouwkunde en La Cité.